# Avahi mooreorum
Avahi mooreorum är en primat i släktet ullmakier som beskrevs 2008 som art. Artepitet i det vetenskapliga namnet hedrar Gordon E. Moore och hans fru Betty. Djurets upptäckt skedde med hjälp av deras stiftelse.
Individerna blir 28,4 till 33,0 cm långa (huvud och bål), har en 29,4 till 37,2 cm lång svans och väger ungefär 920 g. Denna primat har på ovansidan brun till ljusbrun päls som blir ljusare fram till den krämfärgade svansroten. Andra delar av svansen är rödbrun. Liksom hos andra ullmakier förekommer en vitaktig fläck på lårens baksida. Pälsen i ansiktet är mera gråaktig och bildar en otydlig ansiktsmask. De små öronen är nästan helt gömda i pälsen.
Avahi mooreorum lever endemisk i Masoala nationalpark på en halvö på nordöstra Madagaskar. Det kända utbredningsområdet är mindre än 2600 km². Landskapet bildas av ursprunglig regnskog.
Arten är nattaktiv och klättrar främst i träd. Annars är inget känt om levnadssättet.
Denna ullmaki jagas av regionens befolkning och den hotas av skogsavverkningar när ny jordbruksmark etableras. IUCN listar arten som starkt hotad (EN).